# دنیل سیوری
دنیل سِـیوری (انگلیسی: Danielle Savre؛ زادهٔ ۲۶ اوت ۱۹۸۸) بازیگر و خواننده اهل ایالات متحده آمریکا است. وی از سال ۲۰۰۱ میلادی تاکنون مشغول فعالیت بوده است.
از فیلم‌ها یا برنامه‌های تلویزیونی که وی در آن نقش داشته است، می‌توان به لولوخورخوره ۲، جارهد ۲: رشته آتش، پرونده‌های ایکس، سی‌اس‌آی، افسون‌شده، قهرمان‌ها، سی‌اس‌آی: میامی، سوپرنچرال، در سرزمین زنان، آن را روشن کنید، فصل پایانی و ادراک اشاره کرد.